# Piergiulio Ruhe
Piergiulio Ruhe (* 4. Juli 1995 in San Dona di Piave, Italien) ist ein deutsch-italienischer Profiboxer. Im Jahr 2018 sicherte sich Piergiulio Ruhe den Titel des Deutschen Meisters im Profiboxen. Des Weiteren konnte er im Jahr 2021 den WBC Mittelmeer-Meisterschaftstitel gewinnen. Im Mai 2024 konnte Piergiulio Ruhe die Europameisterschaft im Superweltergewicht des Weltverbands der IBF und IBO gewinnen.

## Leben
Piergiulio Ruhe, auch bekannt als „Toto“, besitzt sowohl die deutsche als auch die italienische Staatsangehörigkeit. Nachdem er seinen Realschulabschluss absolvierte und seine Ausbildungen abgeschlossen hatte, trat er in den Familienbetrieb in der Aluminiumbranche ein. Seit 2012 repräsentierte er als dritte Generation seine Familie im Unternehmen und übernahm schnell die Rolle des Geschäftsführers. 
Im August 2023 eröffnete Piergiulio sein eigenes Ruhe Boxing Gym und gründete zusätzlich den Boxclub Rinteln e.V. Seit August 2023 ist er aus dem Familienunternehmen ausgeschieden und konzentriert sich nun voll und ganz auf die Ruhe Boxing GmbH, den Boxclub Rinteln sowie seine sportliche Profikarriere. Sein Ziel ist es unter anderem, die Kinder- und Jugendförderung im Boxsport zu unterstützen und voranzubringen.

## Karriere
Bevor Piergiulio Ruhe seine Boxkarriere begann, startete seine sportliche Laufbahn zunächst im Jugendfußball beim SC Rinteln bis hin zum Tennissport. Mit 16 Jahren wurde er durch seinen Freund Mikael Mkrtchyan, einen spanischen Profiboxer, für den Boxsport begeistert.
Nach zahlreichen Amateurkämpfen und intensiven Jahren des Trainings entschied sich Ruhe im Jahr 2018 dazu, seine Profikarriere als Boxer zu starten. Nachdem er fünf aufeinanderfolgende Siege verbuchen konnte, stand für Piergiulio der erste Titelkampf bevor: Im Jahr 2019 sicherte er sich den deutschen Meistertitel durch einen einstimmigen Punktsieg nach einem 10-Runden-Kampf. Gleichzeitig erlitt er in diesem Jahr seine erste Niederlage, die sich jedoch als entscheidender Wendepunkt in seiner Karriere erwies und ihn zu größeren Erfolgen anspornte. Am 26. September 2020 gelang Piergiulio Ruhe ein Sieg über den EBU-Europameister, WBA-Intercontinental-Champion und WBC-Weltmeisterschafts-Contender Siarhei Huliakevich. In der vierten Runde landete er einen Leberhaken, der seinen Gegner zu Boden brachte.
Nach seinem Umzug im April 2021 in die Hansestadt Lübeck trainierte Piergiulio Ruhe im Boxclub Lübeck, um sich auf seinen bis dahin anspruchsvollsten Kampf vorzubereiten: Am 17. Juli 2021 kämpfte er in der türkischen Hafenstadt Alanya gegen den Bosnier Sladan Janjanin um den Titel des WBC-Mittelmeer-Meisters. Nach zehn Runden sicherte sich Piergiulio den Sieg nach Punkten. Aufgrund seiner Leistung in Alanya wurde er vom Bund Deutscher Berufsboxer mit Lob bedacht und mit der deutschen Boxlegende Henry Maske, bekannt als „Gentleman“, verglichen. Seitdem hat er weitere erfolgreiche Profikämpfe bestritten.
Seit Oktober 2022 wird Piergiulio von Manager Rainer Gottwald betreut und konnte bereits eine TV-Übertragung seiner Kämpfe über den Sender DAZN erreichen.
Im Dezember 2023 gewann Piergiulio Ruhe auf der Sturmboxing-Veranstaltung auf der Undercard von Felix Sturm durch Knockout gegen den starken Tansanier Ally Mzee. 
Im Mai 2024 ging es für Piergiulio um den nächsten großen Schritt seiner Karriere. Er gewann nach einem harten 10-Runden-Kampf nach Punkten über Joshua Nyanzi. Piergiulio ist aktueller IBF und IBO Europameister im Superweltergewicht. Direkt nach seinem Sieg der IBF-Europameisterschaft wurde Piergiulio vom Präsidenten der IBF, Daryl J. Peoples, nach San Juan (Puerto Rico) zur Auszeichnung und Convention eingeladen. 
Am 27. Juni 2024 wurde Piergiulio Ruhe in einer Ehrung in das Goldene Buch der Stadt Rinteln eingetragen. Am 30. November 2024 verteidigt Piergiulio Ruhe erfolgreich seinen IBF-Europameistertitel. Bei der von ihm selbst organisierten Veranstaltung „Ruhe vor dem Sturm – Mission Titelverteidigung“ gewann der 29-Jährige im Palais im Park in Bad Eilsen gegen Ilias Kallouch. Nach einem intensiven Schlagabtausch musste Kallouch in der vierten Runde wegen einer Schulterverletzung aufgeben. Mit diesem Sieg, seinem 17. in 18 Profikämpfen, verteidigt Ruhe seinen Titel eindrucksvoll vor heimischem Publikum.
| Profikampf | Gegner                  | Veranstaltungsort                  | Datum      | Ergebnis für Ruhe      |  |
| ---------- | ----------------------- | ---------------------------------- | ---------- | ---------------------- |  |
| 1          | Jamal Sharoya           | Brückentorsaal Rinteln             | 26-05-2018 | Sieg durch Punktsieg   |  |
| 2          | Ziya Gökalp             | Energy Gym Hameln                  | 16-06-2018 | Sieg durch R.T.D       |  |
| 3          | Mohammed Hassan         | PGE Turow Arena Zgorzelec          | 01-12-2018 | Sieg durch K.O         |  |
| 4          | Lukas Radic             | Müggelspreehalle Hangelsberg       | 09-03-2019 | Sieg durch T.K.O       |  |
| 5          | Jiri Jaros              | Porsche Zentrum Paderborn          | 23-03-2019 | Sieg durch T.K.O       |  |
| 6          | Ali Hassan Zadeh        | Energy Gym Hameln                  | 29-06-2019 | Sieg durch Punktsieg   |  |
| 7          | Hamisi Maya             | Yayla-Arena Krefeld                | 30-11-2019 | Niederlage durch R.T.D |  |
| 8          | Sandro Luetke Bordewick | Weihnachtscircus Dorsten           | 11-01-2020 | Sieg durch T.K.O       |  |
| 9          | Sergey Gulyakevich      | Universumkino Landau               | 26-09-2020 | Sieg durch T.K.O       |  |
| 10         | Sladan Janjanin         | Hafen von Alanya Türkei            | 17-07-2021 | Sieg durch Punktsieg   |  |
| 11         | Naqibullah Nazari       | Köln                               | 10-07-2022 | Sieg durch T.K.O       |  |
| 12         | Yeison Gonzalez         | Hotel Hanseatischer Hof Lübeck     | 17-09-2022 | Sieg durch T.K.O       |  |
| 13         | Darko Knezevic          | Königsbrunn                        | 24-02-2023 | Sieg durch K.O         |  |
| 14         | Beka Aduashvili         | Hansehalle Lübeck                  | 11-03-2023 | Sieg durch K.O         |  |
| 15         | Pavel Hermann           | Katak Motors Bielefeld             | 22-04-2023 | Sieg durch T.K.O       |  |
| 16         | Ally Hamisi Mzee        | Ludwigsburg MHP Arena Ludwigsburg  | 02-12-2023 | Sieg durch K.O         |  |
| 17         | Joshua Nyanzi           | Friedrich-Ebert-Halle Ludwigshafen | 04-05-2024 | Sieg durch Punktsieg   |  |
| 18         | Ilias Kallouch          | Palais im Park Bad Eilsen          | 30-11-2024 | Sieg durch KO          |  |